# Weslarn
Weslarn – dzielnica (Ortsteil) gminy Bad Sassendorf w powiecie Soest, w kraju związkowym Nadrenia Północna-Westfalia, w rejencji Arnsberg.

## Demografia
Według spisu ludności z 2015 roku, w Weslarn mieszkało 904 mieszkańców.

## Geografia
Przez Weslarn przepływa rzeka Rosenaue, która jest dopływem rzeki Ahse.

## Historia
Weslarn zostaje wspomniana po raz pierwszy w dokumencie z 1189 roku. W kartografii klasztoru cysterskiego w Marienfeld (niem. Kopialbuch des Zisterzienserklosters Marienfeld zostaje wspomniana jako Weslere.

### Reorganizacja gmin
Według ustawy z 24 czerwca 1969 roku (niem. Gesetz zur Neugliederung des Landkreises Soest und von Teilen des Landkreises Beckum, § 7, Weslarn jest dzielnicą gminy Bad Sassendorf.

## Polityka
Burmistrzem dzielnicy (niem. Ortsvorsteher) jest Dirk Dahlhoff.